# Stagno (Collesalvetti)
Stagno è una frazione del comune italiano di Collesalvetti, nella provincia di Livorno, in Toscana.
È la frazione più grande del comune e confina direttamente col capoluogo di provincia.

## Storia
La storia di Stagno è legata all'Ospedale di San Leonardo ed alla via che collegava Pisa col Porto Pisano. La località prende chiaramente il nome dalla grande palude che per secoli ha occupato la zona tra la costa, Coltano e le colline livornesi, residuo del vasto Sinus pisanus, poi conosciuto come Porto Pisano. Lo Stagno si trova nominato in un documento medievale, con il quale l'imperatore Enrico IV concedeva alla Mensa arcivescovile di Pisa il diritto sulla pesca e sulla caccia delle lontre. Questo piccolo centro si trovava lungo la strada che in epoca medievale congiungeva la città di Pisa col suo porto, cioè Porto Pisano, situato a nord dell'attuale Livorno, ed in prossimità di Stagno sorgeva l'Ospedale di San Leonardo, la cui costruzione pare fosse stata voluta proprio dai pisani per la comodità dei viandanti che vi transitavano; esso risulta già eretto nel XII secolo. La strada in questione attraversava la zona paludosa con ben sette ponti, famosi come "i sette ponti di Stagno", sotto i quali passavano i fossi ed i canali di scolo dello stagno e di tutto l'entroterra della piana pisana, ognuno con un proprio nome: Acqua Salsa, Toretta, Tora, Antifosso o Zannone, Fosso Reale, Fossa Nuova, Canale dei Navicelli e infine l'Arnaccio.
Stagno in epoca medievale seguì le vicende di Porto Pisano, sotto la cui capitania ricadeva la sua amministrazione, e la sua importanza fu dovuta essenzialmente alle fortune dell'Ospedale; col declino di questo, Stagno cadde quasi nell'oblio; la natura del territorio circostante, con le continue guerre (l'ultima devastazione della zona fu ad opera delle truppe fiorentine guidate da Bonifacio Lupi nel 1362), inondazioni e le malattie dovute all'acqua stagnante, non ne aiutarono sicuramente lo sviluppo.
Una costruzione rimasta fu il cosiddetto "Palazzotto di Stagno", massiccia costruzione quadrata, in parte fortificata, ad uso di casino di caccia dei granduchi, edificata tra il Fosso Reale e la Fossa Nuova, lungo la strada Maestra Pisana. Nei primi decenni del Settecento fu compiuta finalmente, sotto la dinastia toscana dei Lorena, la colmata del Padule di Stagno, e negli anni 1740-1750 gli idraulici del governo toscano bonificarono per colmata i territori interposti fra il Fosso Reale e le Colline Livornesi, e la piana fra Stagno e la via di Colline. Da quel momento il piccolo nucleo poté riprendersi dal declino e iniziare a crescere, soprattutto lungo la via Aurelia, che collega tutt'oggi Livorno e Pisa.
Nella seconda metà dell'Ottocento l'abitato fu interessato dalla costruzione della Ferrovia Maremmana, nel tratto che univa Livorno a Collesalvetti: a Stagno fu realizzata una piccola fermata senza binari di raddoppio, ma l'importanza della linea subì un grave ridimensionamento a seguito dello sviluppo della linea tra Collesalvetti e Pisa e del successivo collegamento tra Livorno e Cecina lungo la costa.
Lo sviluppo di Stagno così come la vediamo oggi è avvenuto nel XX secolo, con la forte industrializzazione della zona, soprattutto con la raffineria Eni (ex-Stanic), proprio al confine col comune di Livorno; negli anni trenta, per favorire lo sviluppo delle fabbriche e del porto labronico fu avanzata la proposta di inglobare Stagno nel territorio comunale di Livorno, ma la ferma opposizione dell'amministrazione colligiana, che avrebbe perso oltre 1 000 residenti, impedì il concretizzarsi del progetto.
Negli ultimi decenni, malgrado la presenza di importanti impianti industriali nelle aree limitrofe, lo sviluppo urbanistico è stato comunque considerevole: il nuovo abitato di Stagno si è espanso nella zona del Villaggio Emilio, con numerose palazzine e residenze mono e bi-familiari, arrivando ad ospitare quasi 5 000 residenti, perlopiù di provenienza livornese. La costruzione dell'Autostrada A12 Genova-Livorno (il cui ultimo tratto è adesso un collegamento autostradale con la Variante Aurelia, in quanto l'autostrada nel frattempo è stata deviata e prolungata fino a Rosignano) e la realizzazione della superstrada FI-PI-LI hanno "chiuso" Stagno tra due strisce d'asfalto che, assieme ai connotati fortemente industriali dell'area, ne pregiudicano la vivibilità.
Il massiccio sviluppo urbanistico sia di Stagno che di Livorno ha praticamente congiunto le aree industriali prossime ai due centri abitati lungo la via Aurelia, le quali sono separate dal torrente Ugione; difatti, pur essendo una frazione di Collesalvetti, Stagno ad oggi appare come il quartiere più a nord della conurbazione di Livorno.
Nella frazione ha sede l'emittente televisiva locale "Telecentro", il cui segnale raggiunge l'intera Provincia di Livorno e parte di quella di Pisa.